# Gobulus hancocki
Gobulus hancocki es una especie de peces de la familia de los Gobiidae en el orden de los Perciformes.

## Morfología
Los machos pueden llegar a alcanzar los 2,5 cm de longitud total.

## Hábitat
Es un pez de 
Es un pez de Mar y, de clima tropical y asociado a los  arrecifes de coral que vive entre 1-20 m de profundidad.

## Distribución geográfica
Se encuentra en el Pacífico oriental central: desde el Golfo de California hasta Panamá. 

## Observaciones
Es inofensivo para los humanos. 